# Mistrzostwa Azji w Piłce Siatkowej Kobiet 2023
Mistrzostwa Azji w piłce siatkowej kobiet 2023 – rozgrywane były w Tajlandii w dniach 30 sierpnia – 6 września 2023. Zespoły rywalizowały w Nakhon Ratchasima. O tytuł mistrzowski rywalizowało 14 czołowych krajowych reprezentacji.

## System rozgrywek
Turniej składał się z dwóch faz grupowych oraz fazy pucharowej. W pierwszej rundzie zespoły podzielone na cztery grupy (dwie z trzema drużynami i dwie z czterema drużynami) rozgrywały mecze w systemie kołowym „każdy z każdym”. Po dwie najlepsze drużyny z każdej grupy trafiły do czterozespołowych grup E i F drugiej rundy, a pozostałe do trzyzespołowych grup G i H, przy czym w drugiej rundzie w jednej grupie znajdowały się zespoły z grup A i C lub B i D.
W druga runda również rozgrywana była w systemie kołowym, przy czym uwzględniano również wyniki meczów między konkretnymi zespołami z pierwszej rundy. Dwie najlepsze drużyny z grup E i F utworzyły pary półfinałowe według schematu 1E-2F, 2E-1F. Pozostałe drużyny z grup E i F utworzyły na analogicznych zasadach pary w rywalizacji o miejsca 5-8. – wygrani zagrali o 5. miejsce, a przegrani o 7. miejsce. Po dwie najlepsze reprezentacje z grup G i H utworzyły pary w rywalizacji o miejsca 9-12. (analogicznie do rywalizacji o miejsca 5-8.), natomiast drużyny z trzecich miejsc rozegrały mecz o 13. miejsce w końcowej klasyfikacji.
Mistrzynie, Wicemistrzynie i brązowe medalistki Mistrzostw Azji 2023 otrzymały prawo gry na Mistrzostwach Świata 2025.

## Rozgrywki grupowe
14 drużyn uczestniczących rozlosowano do czterech grup. 8 z nich zostało przypisanych do grup metodą serpentyny – są to reprezentacje, które zajęły najwyższe miejsca w końcowej klasyfikacji poprzednio rozgrywanych Mistrzostw Azji 2019 (edycji w 2021 nie rozgrywano w związku z pandemią COVID-19), przy czym reprezentacja gospodarzy została przypisana na pierwszym miejscu grupy A. Pozostałe drużyny zostały przypisane do grup na drodze losowania, przy czym w jednej grupie nie mogły znaleźć się więcej niż trzy reprezentacje z tej samej federacji regionalnej.
W turnieju nie wzięły udziału zakwalifikowane z poprzednich mistrzostw kontynentu reprezentacje Indonezji, Nowej Zelandii i Sri Lanki.
W nawiasach podano miejsce osiągnięte na MA 2019.
| Grupa A                                      | Grupa B                         | Grupa C                                                     | Grupa D                                         |
| -------------------------------------------- | ------------------------------- | ----------------------------------------------------------- | ----------------------------------------------- |
| Tajlandia (gospodarz) Australia (9) Mongolia | Japonia (1) Iran (7) Indie (10) | Korea Południowa (3) Chińskie Tajpej (6) Wietnam Uzbekistan | Chiny (4) Kazachstan (5) Hongkong (11) Filipiny |

### Pierwsza faza grupowa

#### Grupa A
Tabela
| Lp. | Drużyna   | Mecze | Mecze   | Mecze   | Pkt | Sety | Sety | Sety  | Małe punkty | Małe punkty | Małe punkty |
| Lp. | Drużyna   | M     | W (3:2) | P (2:3) | Pkt | wyg. | prz. | ratio | zdob.       | str.        | ratio       |
| --- | --------- | ----- | ------- | ------- | --- | ---- | ---- | ----- | ----------- | ----------- | ----------- |
| 1   | Tajlandia | 2     | 2 (0)   | 0 (0)   | 6   | 6    | 0    | MAX   | 150         | 82          | 1.829       |
| 2   | Australia | 2     | 1 (0)   | 1 (0)   | 3   | 3    | 3    | 1.000 | 128         | 129         | 0.992       |
| 3   | Mongolia  | 2     | 0 (0)   | 2 (0)   | 0   | 0    | 6    | 0.000 | 84          | 151         | 0.556       |

Źródło: live.app.fivb.com
Punktacja: 3:0 i 3:1 – 3 pkt; 3:2 – 2 pkt; 2:3 – 1 pkt; 1:3 i 0:3 – 0 pkt
Zasady ustalania kolejności: 1. liczba zwycięstw; 2. liczba punktów; 3. stosunek setów; 4. stosunek małych punktów; 5. bilans w bezpośrednich meczach
     walka o miejsca 1-8.
     walka o miejsca 9-13.
Wyniki
| Data  | Godz. | Drużyna 1 | Wynik | Drużyna 2 | 1     | 2     | 3     | 4 | 5 | Widzów | *  |
| ----- | ----- | --------- | ----- | --------- | ----- | ----- | ----- | - | - | ------ | -- |
| 30.08 | 18:00 | Australia | 0:3   | Tajlandia | 14:25 | 16:25 | 22:25 |   |   | 2000   | 5  |
| 31.08 | 12:00 | Mongolia  | 0:3   | Australia | 16:25 | 24:26 | 14:25 |   |   | 200    | 7  |
| 01.09 | 18:00 | Tajlandia | 3:0   | Mongolia  | 25:12 | 25:7  | 25:11 |   |   | 1800   | 17 |

#### Grupa B
Tabela
| Lp. | Drużyna | Mecze | Mecze   | Mecze   | Pkt | Sety | Sety | Sety  | Małe punkty | Małe punkty | Małe punkty |
| Lp. | Drużyna | M     | W (3:2) | P (2:3) | Pkt | wyg. | prz. | ratio | zdob.       | str.        | ratio       |
| --- | ------- | ----- | ------- | ------- | --- | ---- | ---- | ----- | ----------- | ----------- | ----------- |
| 1   | Japonia | 2     | 2 (0)   | 0 (0)   | 6   | 6    | 0    | MAX   | 150         | 88          | 1.705       |
| 2   | Indie   | 2     | 1 (0)   | 1 (0)   | 3   | 3    | 4    | 0.750 | 134         | 164         | 0.817       |
| 3   | Iran    | 2     | 0 (0)   | 2 (0)   | 0   | 1    | 6    | 0.167 | 145         | 177         | 0.819       |

Źródło: live.app.fivb.com
Punktacja: 3:0 i 3:1 – 3 pkt; 3:2 – 2 pkt; 2:3 – 1 pkt; 1:3 i 0:3 – 0 pkt
Zasady ustalania kolejności: 1. liczba zwycięstw; 2. liczba punktów; 3. stosunek setów; 4. stosunek małych punktów; 5. bilans w bezpośrednich meczach
     walka o miejsca 1-8.
     walka o miejsca 9-13.
Wyniki
| Data  | Godz. | Drużyna 1 | Wynik | Drużyna 2 | 1     | 2     | 3     | 4     | 5 | Widzów | *  |
| ----- | ----- | --------- | ----- | --------- | ----- | ----- | ----- | ----- | - | ------ | -- |
| 30.08 | 12:00 | Iran      | 0:3   | Japonia   | 18:25 | 16:25 | 22:25 |       |   | 400    | 1  |
| 31.08 | 15:00 | Indie     | 3:1   | Iran      | 22:25 | 25:19 | 30:28 | 25:17 |   | 300    | 10 |
| 01.09 | 12:00 | Japonia   | 3:0   | Indie     | 25:10 | 25:16 | 25:6  |       |   | 200    | 13 |

#### Grupa C
Tabela
| Lp. | Drużyna          | Mecze | Mecze   | Mecze   | Pkt | Sety | Sety | Sety  | Małe punkty | Małe punkty | Małe punkty |
| Lp. | Drużyna          | M     | W (3:2) | P (2:3) | Pkt | wyg. | prz. | ratio | zdob.       | str.        | ratio       |
| --- | ---------------- | ----- | ------- | ------- | --- | ---- | ---- | ----- | ----------- | ----------- | ----------- |
| 1   | Wietnam          | 3     | 3 (1)   | 0 (0)   | 8   | 9    | 3    | 3.000 | 274         | 217         | 1.263       |
| 2   | Korea Południowa | 3     | 2 (1)   | 1 (1)   | 6   | 8    | 5    | 1.600 | 288         | 238         | 1.210       |
| 3   | Chińskie Tajpej  | 3     | 1 (0)   | 2 (1)   | 4   | 6    | 6    | 1.000 | 250         | 242         | 1.033       |
| 4   | Uzbekistan       | 3     | 0 (0)   | 3 (0)   | 0   | 0    | 9    | 0.000 | 110         | 225         | 0.489       |

Źródło: live.app.fivb.com
Punktacja: 3:0 i 3:1 – 3 pkt; 3:2 – 2 pkt; 2:3 – 1 pkt; 1:3 i 0:3 – 0 pkt
Zasady ustalania kolejności: 1. liczba zwycięstw; 2. liczba punktów; 3. stosunek setów; 4. stosunek małych punktów; 5. bilans w bezpośrednich meczach
     walka o miejsca 1-8.
     walka o miejsca 9-13.
Wyniki
| Data  | Godz. | Drużyna 1        | Wynik | Drużyna 2        | 1     | 2     | 3     | 4     | 5     | Widzów | *  |
| ----- | ----- | ---------------- | ----- | ---------------- | ----- | ----- | ----- | ----- | ----- | ------ | -- |
| 30.08 | 15:00 | Korea Południowa | 2:3   | Wietnam          | 25:22 | 25:19 | 23:25 | 17:25 | 13:15 | 1000   | 3  |
| 30.08 | 18:00 | Chińskie Tajpej  | 3:0   | Uzbekistan       | 25:11 | 25:10 | 25:18 |       |       | 150    | 6  |
| 31.08 | 18:00 | Korea Południowa | 3:2   | Chińskie Tajpej  | 25:13 | 25:22 | 23:25 | 22:25 | 15:8  | 200    | 11 |
| 31.08 | 18:00 | Wietnam          | 3:0   | Uzbekistan       | 25:11 | 25:12 | 25:9  |       |       | 300    | 12 |
| 01.09 | 15:00 | Uzbekistan       | 0:3   | Korea Południowa | 12:25 | 15:25 | 12:25 |       |       | 900    | 15 |
| 01.09 | 15:00 | Chińskie Tajpej  | 1:3   | Wietnam          | 18:25 | 22:25 | 25:18 | 17:25 |       | 300    | 16 |

#### Grupa D
Tabela
| Lp. | Drużyna    | Mecze | Mecze   | Mecze   | Pkt | Sety | Sety | Sety  | Małe punkty | Małe punkty | Małe punkty |
| Lp. | Drużyna    | M     | W (3:2) | P (2:3) | Pkt | wyg. | prz. | ratio | zdob.       | str.        | ratio       |
| --- | ---------- | ----- | ------- | ------- | --- | ---- | ---- | ----- | ----------- | ----------- | ----------- |
| 1   | Chiny      | 3     | 3 (0)   | 0 (0)   | 9   | 9    | 0    | MAX   | 225         | 128         | 1.758       |
| 2   | Kazachstan | 2     | 2 (1)   | 0 (0)   | 5   | 6    | 5    | 1.200 | 226         | 234         | 0.966       |
| 3   | Hongkong   | 3     | 1 (0)   | 2 (0)   | 3   | 3    | 6    | 0.500 | 164         | 203         | 0.808       |
| 4   | Filipiny   | 3     | 0 (0)   | 3 (1)   | 1   | 2    | 9    | 0.222 | 208         | 258         | 0.806       |

Źródło: live.app.fivb.com
Punktacja: 3:0 i 3:1 – 3 pkt; 3:2 – 2 pkt; 2:3 – 1 pkt; 1:3 i 0:3 – 0 pkt
Zasady ustalania kolejności: 1. liczba zwycięstw; 2. liczba punktów; 3. stosunek setów; 4. stosunek małych punktów; 5. bilans w bezpośrednich meczach
     walka o miejsca 1-8.
     walka o miejsca 9-13.
Wyniki
| Data  | Godz. | Drużyna 1  | Wynik | Drużyna 2  | 1     | 2     | 3     | 4     | 5    | Widzów | *  |
| ----- | ----- | ---------- | ----- | ---------- | ----- | ----- | ----- | ----- | ---- | ------ | -- |
| 30.08 | 12:00 | Hongkong   | 0:3   | Chiny      | 12:25 | 15:25 | 6:25  |       |      | 150    | 2  |
| 30.08 | 15:00 | Kazachstan | 3:2   | Filipiny   | 25:21 | 17:25 | 24:26 | 27:25 | 15:6 | 150    | 4  |
| 31.08 | 12:00 | Kazachstan | 3:0   | Hongkong   | 25:16 | 25:23 | 25:17 |       |      | 300    | 8  |
| 31.08 | 15:00 | Filipiny   | 0:3   | Chiny      | 15:25 | 20:25 | 17:25 |       |      | 250    | 9  |
| 01.09 | 12:00 | Hongkong   | 3:0   | Filipiny   | 25:21 | 25:21 | 25:11 |       |      | 200    | 14 |
| 01.09 | 18:00 | Chiny      | 3:0   | Kazachstan | 25:12 | 25:21 | 25:10 |       |      | 250    | 18 |

### Druga faza grupowa

#### Grupa E
Tabela
| Lp. | Drużyna          | Mecze | Mecze   | Mecze   | Pkt | Sety | Sety | Sety  | Małe punkty | Małe punkty | Małe punkty |
| Lp. | Drużyna          | M     | W (3:2) | P (2:3) | Pkt | wyg. | prz. | ratio | zdob.       | str.        | ratio       |
| --- | ---------------- | ----- | ------- | ------- | --- | ---- | ---- | ----- | ----------- | ----------- | ----------- |
| 1   | Tajlandia        | 3     | 3 (0)   | 0 (0)   | 9   | 9    | 1    | 9.000 | 248         | 198         | 1.253       |
| 2   | Wietnam          | 3     | 2 (1)   | 1 (0)   | 5   | 7    | 5    | 1.400 | 262         | 252         | 1.040       |
| 3   | Korea Południowa | 3     | 1 (0)   | 2 (1)   | 4   | 5    | 6    | 0.833 | 244         | 232         | 1.052       |
| 4   | Australia        | 3     | 0 (0)   | 3 (0)   | 0   | 0    | 9    | 0.000 | 154         | 226         | 0.681       |

Źródło: live.app.fivb.com
Punktacja: 3:0 i 3:1 – 3 pkt; 3:2 – 2 pkt; 2:3 – 1 pkt; 1:3 i 0:3 – 0 pkt
Zasady ustalania kolejności: 1. liczba zwycięstw; 2. liczba punktów; 3. stosunek setów; 4. stosunek małych punktów; 5. bilans w bezpośrednich meczach
     awans do półfinału
     mecze o miejsca 5-8.
Wyniki
| Data  | Godz. | Drużyna 1 | Wynik | Drużyna 2        | 1     | 2     | 3     | 4     | 5 | Widzów | *  |
| ----- | ----- | --------- | ----- | ---------------- | ----- | ----- | ----- | ----- | - | ------ | -- |
| 03.09 | 15:00 | Tajlandia | 3:0   | Korea Południowa | 25:20 | 25:22 | 25:23 |       |   | 5000   | 21 |
| 03.09 | 18:00 | Australia | 0:3   | Wietnam          | 15:25 | 15:25 | 21:25 |       |   | 2000   | 22 |
| 04.09 | 15:00 | Australia | 0:3   | Korea Południowa | 24:26 | 13:25 | 14:25 |       |   | 900    | 28 |
| 04.09 | 18:00 | Tajlandia | 3:1   | Wietnam          | 23:25 | 25:14 | 25:19 | 25:23 |   | 3000   | 27 |

#### Grupa F
Tabela
| Lp. | Drużyna    | Mecze | Mecze   | Mecze   | Pkt | Sety | Sety | Sety  | Małe punkty | Małe punkty | Małe punkty |
| Lp. | Drużyna    | M     | W (3:2) | P (2:3) | Pkt | wyg. | prz. | ratio | zdob.       | str.        | ratio       |
| --- | ---------- | ----- | ------- | ------- | --- | ---- | ---- | ----- | ----------- | ----------- | ----------- |
| 1   | Chiny      | 3     | 3 (1)   | 0 (0)   | 8   | 9    | 2    | 4.500 | 259         | 182         | 1.423       |
| 2   | Japonia    | 3     | 2 (0)   | 1 (1)   | 7   | 8    | 3    | 2.667 | 258         | 192         | 1.344       |
| 3   | Kazachstan | 3     | 1 (0)   | 2 (0)   | 3   | 3    | 6    | 0.500 | 169         | 205         | 0.824       |
| 4   | Indie      | 3     | 0 (0)   | 3 (0)   | 0   | 0    | 9    | 0.000 | 118         | 225         | 0.524       |

Źródło: live.app.fivb.com
Punktacja: 3:0 i 3:1 – 3 pkt; 3:2 – 2 pkt; 2:3 – 1 pkt; 1:3 i 0:3 – 0 pkt
Zasady ustalania kolejności: 1. liczba zwycięstw; 2. liczba punktów; 3. stosunek setów; 4. stosunek małych punktów; 5. bilans w bezpośrednich meczach
     awans do półfinału
     mecze o miejsca 5-8.
Wyniki
| Data  | Godz. | Drużyna 1 | Wynik | Drużyna 2  | 1     | 2     | 3     | 4     | 5     | Widzów | *  |
| ----- | ----- | --------- | ----- | ---------- | ----- | ----- | ----- | ----- | ----- | ------ | -- |
| 03.09 | 12:00 | Indie     | 0:3   | Chiny      | 9:25  | 10:25 | 12:25 |       |       | 600    | 20 |
| 03.09 | 12:00 | Japonia   | 3:0   | Kazachstan | 25:13 | 25:20 | 25:18 |       |       | 200    | 19 |
| 04.09 | 12:00 | Japonia   | 2:3   | Chiny      | 25:23 | 20:25 | 25:19 | 24:26 | 14:16 | 1500   | 25 |
| 04.09 | 12:00 | Indie     | 0:3   | Kazachstan | 17:25 | 17:25 | 21:25 |       |       | 100    | 26 |

#### Grupa G
Tabela
| Lp. | Drużyna         | Mecze | Mecze   | Mecze   | Pkt | Sety | Sety | Sety  | Małe punkty | Małe punkty | Małe punkty |
| Lp. | Drużyna         | M     | W (3:2) | P (2:3) | Pkt | wyg. | prz. | ratio | zdob.       | str.        | ratio       |
| --- | --------------- | ----- | ------- | ------- | --- | ---- | ---- | ----- | ----------- | ----------- | ----------- |
| 1   | Chińskie Tajpej | 2     | 2 (0)   | 0 (0)   | 6   | 6    | 0    | MAX   | 151         | 97          | 1.557       |
| 2   | Mongolia        | 2     | 1 (0)   | 1 (0)   | 3   | 3    | 3    | 1.000 | 133         | 126         | 1.056       |
| 3   | Uzbekistan      | 2     | 0 (0)   | 2 (0)   | 0   | 0    | 6    | 0.000 | 89          | 150         | 0.593       |

Źródło: live.app.fivb.com
Punktacja: 3:0 i 3:1 – 3 pkt; 3:2 – 2 pkt; 2:3 – 1 pkt; 1:3 i 0:3 – 0 pkt
Zasady ustalania kolejności: 1. liczba zwycięstw; 2. liczba punktów; 3. stosunek setów; 4. stosunek małych punktów; 5. bilans w bezpośrednich meczach
     walka o miejsca 9-12.
     walka o miejsce 13.
Wyniki
| Data  | Godz. | Drużyna 1 | Wynik | Drużyna 2       | 1     | 2     | 3     | 4 | 5 | Widzów | *  |
| ----- | ----- | --------- | ----- | --------------- | ----- | ----- | ----- | - | - | ------ | -- |
| 03.09 | 15:00 | Mongolia  | 3:0   | Uzbekistan      | 25:15 | 25:19 | 25:16 |   |   | 300    | 23 |
| 04.09 | 15:00 | Mongolia  | 0:3   | Chińskie Tajpej | 17:25 | 24:26 | 17:25 |   |   | 200    | 29 |

#### Grupa H
Tabela
| Lp. | Drużyna  | Mecze | Mecze   | Mecze   | Pkt | Sety | Sety | Sety  | Małe punkty | Małe punkty | Małe punkty |
| Lp. | Drużyna  | M     | W (3:2) | P (2:3) | Pkt | wyg. | prz. | ratio | zdob.       | str.        | ratio       |
| --- | -------- | ----- | ------- | ------- | --- | ---- | ---- | ----- | ----------- | ----------- | ----------- |
| 1   | Iran     | 2     | 2 (2)   | 0 (0)   | 4   | 6    | 4    | 1.500 | 215         | 191         | 1.126       |
| 2   | Hongkong | 2     | 1 (0)   | 1 (1)   | 4   | 5    | 3    | 1.667 | 160         | 157         | 1.019       |
| 3   | Filipiny | 2     | 0 (0)   | 2 (1)   | 1   | 2    | 6    | 0.333 | 159         | 186         | 0.855       |

Źródło: live.app.fivb.com
Punktacja: 3:0 i 3:1 – 3 pkt; 3:2 – 2 pkt; 2:3 – 1 pkt; 1:3 i 0:3 – 0 pkt
Zasady ustalania kolejności: 1. liczba zwycięstw; 2. liczba punktów; 3. stosunek setów; 4. stosunek małych punktów; 5. bilans w bezpośrednich meczach
     walka o miejsca 9-12.
     walka o miejsce 13.
Wyniki
| Data  | Godz. | Drużyna 1 | Wynik | Drużyna 2 | 1     | 2     | 3     | 4     | 5     | Widzów | *  |
| ----- | ----- | --------- | ----- | --------- | ----- | ----- | ----- | ----- | ----- | ------ | -- |
| 03.09 | 18:00 | Iran      | 3:2   | Filipiny  | 22:25 | 25:22 | 25:21 | 24:26 | 15:12 | 300    | 24 |
| 04.09 | 18:00 | Iran      | 3:2   | Hongkong  | 25:20 | 19:25 | 20:25 | 25:5  | 15:5  | 150    | 30 |

## Runda pucharowa

### Mecze o miejsca 9.-12.
| Data  | Godz. | Drużyna 1       | Wynik | Drużyna 2 | 1     | 2     | 3     | 4 | 5 | Widzów | *  |
| ----- | ----- | --------------- | ----- | --------- | ----- | ----- | ----- | - | - | ------ | -- |
| 05.09 | 15:00 | Chińskie Tajpej | 3:0   | Hongkong  | 25:11 | 25:20 | 25:19 |   |   | 150    | 34 |
| 05.09 | 18:00 | Mongolia        | 0:3   | Iran      | 18:25 | 12:25 | 20:25 |   |   | 100    | 35 |

### Mecze o miejsca 5.-8.
| Data  | Godz. | Drużyna 1        | Wynik | Drużyna 2  | 1     | 2     | 3     | 4     | 5     | Widzów | *  |
| ----- | ----- | ---------------- | ----- | ---------- | ----- | ----- | ----- | ----- | ----- | ------ | -- |
| 05.09 | 12:00 | Australia        | 2:3   | Kazachstan | 16:25 | 25:21 | 25:19 | 15:25 | 12:15 | 300    | 32 |
| 05.09 | 12:00 | Korea Południowa | 3:0   | Indie      | 25:21 | 25:18 | 25:20 |       |       | 150    | 33 |

### Półfinały
| Data  | Godz. | Drużyna 1 | Wynik | Drużyna 2 | 1     | 2     | 3     | 4     | 5     | Widzów | *  |
| ----- | ----- | --------- | ----- | --------- | ----- | ----- | ----- | ----- | ----- | ------ | -- |
| 05.09 | 15:00 | Wietnam   | 0:3   | Chiny     | 13:25 | 12:25 | 22:25 |       |       | 1200   | 37 |
| 05.09 | 18:00 | Tajlandia | 3:2   | Japonia   | 25:23 | 19:25 | 20:25 | 25:20 | 15:11 | 4000   | 36 |

### Mecz o 13. miejsce
| Data  | Godz. | Drużyna 1  | Wynik | Drużyna 2 | 1     | 2     | 3     | 4 | 5 | Widzów | *  |
| ----- | ----- | ---------- | ----- | --------- | ----- | ----- | ----- | - | - | ------ | -- |
| 05.09 | 9:00  | Uzbekistan | 0:3   | Filipiny  | 20:25 | 17:25 | 23:25 |   |   | 200    | 31 |

### Mecz o 11. miejsce
| Data  | Godz. | Drużyna 1 | Wynik | Drużyna 2 | 1     | 2     | 3     | 4     | 5    | Widzów | *  |
| ----- | ----- | --------- | ----- | --------- | ----- | ----- | ----- | ----- | ---- | ------ | -- |
| 06.09 | 13:00 | Hongkong  | 3:2   | Mongolia  | 25:19 | 16:25 | 25:27 | 25:20 | 15:7 | 300    | 39 |

### Mecz o 9. miejsce
| Data  | Godz. | Drużyna 1       | Wynik | Drużyna 2 | 1     | 2     | 3     | 4 | 5 | Widzów | *  |
| ----- | ----- | --------------- | ----- | --------- | ----- | ----- | ----- | - | - | ------ | -- |
| 06.09 | 16:00 | Chińskie Tajpej | 3:0   | Iran      | 25:14 | 25:19 | 26:24 |   |   | 200    | 40 |

### Mecz o 7. miejsce
| Data  | Godz. | Drużyna 1 | Wynik | Drużyna 2 | 1     | 2     | 3     | 4     | 5     | Widzów | *  |
| ----- | ----- | --------- | ----- | --------- | ----- | ----- | ----- | ----- | ----- | ------ | -- |
| 06.09 | 10:00 | Indie     | 3:2   | Australia | 21:25 | 28:26 | 25:23 | 20:25 | 15:10 | 200    | 38 |

### Mecz o 5. miejsce
| Data  | Godz. | Drużyna 1        | Wynik | Drużyna 2  | 1     | 2     | 3     | 4 | 5 | Widzów | *  |
| ----- | ----- | ---------------- | ----- | ---------- | ----- | ----- | ----- | - | - | ------ | -- |
| 06.09 | 12:00 | Korea Południowa | 0:3   | Kazachstan | 24:26 | 23:25 | 23:25 |   |   | 1500   | 41 |

### Mecz o 3. miejsce
| Data  | Godz. | Drużyna 1 | Wynik | Drużyna 2 | 1     | 2     | 3     | 4     | 5     | Widzów | *  |
| ----- | ----- | --------- | ----- | --------- | ----- | ----- | ----- | ----- | ----- | ------ | -- |
| 06.09 | 15:00 | Japonia   | 3:2   | Wietnam   | 21:25 | 25:14 | 25:22 | 20:25 | 15:11 | 3500   | 42 |

### Finał
| Data  | Godz. | Drużyna 1 | Wynik | Drużyna 2 | 1     | 2     | 3     | 4     | 5     | Widzów | *  |
| ----- | ----- | --------- | ----- | --------- | ----- | ----- | ----- | ----- | ----- | ------ | -- |
| 06.09 | 18:00 | Tajlandia | 3:2   | Chiny     | 25:21 | 25:27 | 25:19 | 20:25 | 16:14 | 5000   | 43 |

## Klasyfikacja końcowa
| Miejsce | Reprezentacja    | Uwagi                            |
| ------- | ---------------- | -------------------------------- |
| złoto   | Tajlandia        | Awans na Mistrzostwa Świata 2025 |
| srebro  | Chiny            | Awans na Mistrzostwa Świata 2025 |
| brąz    | Japonia          | Awans na Mistrzostwa Świata 2025 |
| 4.      | Wietnam          | Awans na Mistrzostwa Świata 2025 |
| 5.      | Kazachstan       |                                  |
| 6.      | Korea Południowa |                                  |
| 7.      | Indie            |                                  |
| 8.      | Australia        |                                  |
| 9.      | Chińskie Tajpej  |                                  |
| 10.     | Iran             |                                  |
| 11.     | Hongkong         |                                  |
| 12.     | Mongolia         |                                  |
| 13.     | Filipiny         |                                  |
| 14.     | Uzbekistan       |                                  |

## Nagrody indywidualne
| MVP               | Najlepsze przyjmujące     | Najlepsza atakująca | Najlepsze środkowe          | Najlepsza rozgrywająca | Najlepsze libero |
| ----------------- | ------------------------- | ------------------- | --------------------------- | ---------------------- | ---------------- |
| Chatchu-on Moksri | Yuki Nishikawa Wu Mengjie | Zhou Yetong         | Thatdao Nuekjang Yang Hanyu | Pornpun Guedpard       | Manami Kojima    |